# Jim Rohn
Jim Rohn (25. září 1930 – 5. prosince 2009) byl americký motivátor, řečník a autor více než pětadvaceti knižních děl, audio a video nahrávek.

## Život
Narodil se v americkém státě Idaho do farmářské rodiny, odkud získal pracovní etické základy, které ovlivnily celý jeho budoucí život.
Jim Rohn uskutečnil přes šest tisíc přednášek a dokázal motivovat více než pět milionů lidí. Je považován za průkopníka v odvětví osobního rozvoje, ve kterém obdržel mnoho významných ocenění. Mezi ně patří např. National Speakers Association CPAE Award a Master of Influence Award.